# Eglon van der Neer

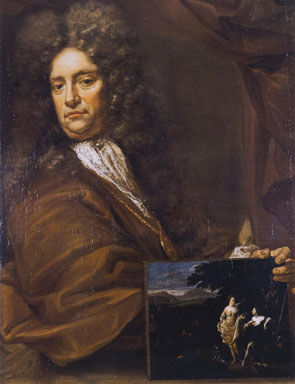
Selbstporträt, ein Gedenkbild mit der Szene Hagar und Ismael in der Wüste haltend, 1696

Eglon Hendrick van der Neer (* 1635 oder 1636 in Amsterdam; † 3. Mai 1703 in Düsseldorf) war ein niederländischer Maler des Barock. Der spanische König Karl II. und der pfälzische Kurfürst Johann Wilhelm ernannten ihn zum Hofmaler.

## Leben
Geboren wurde van der Neer als Sohn des aus Gorinchem gebürtigen Amsterdamer Landschaftsmalers Aert van der Neer und seiner Frau Liesbeth Govers (* 1608), die mindestens sechs Kinder hatten und in den 1660er Jahren bei dem Versuch, in der Amsterdamer Kalverstraat ein Weinlokal zu betreiben, scheiterten. In seinen frühen Jahren wurde er von seinem Vater in der Malerei unterrichtet. Anschließend ging van der Neer beim Amsterdamer Landschaftsmaler Jacob van Loo (1614–1670) in die Lehre. Um 1654 trat er in die Dienste des Gouverneurs des Fürstentums Orange, Friedrich von Dohna. Ende 1658 kehrte er nach Amsterdam zurück. Im Februar 1659 heiratete er Maria Wagensvelt, die Tochter eines wohlhabenden Rotterdamer Notars, mit der er mehrere Kinder hatte. 1663 zog er mit seiner Familie nach Rotterdam, wo Adriaen van der Werff sein Schüler war. Nachdem seine erste Frau 1677 gestorben war, zog er 1679 nach Den Haag, wo er 1680 der Confrérie Pictura beitrat. Später zog er weiter nach Brüssel. Dort heiratete er Marie Duchatel (1652–1692; auch Marie Augustine du Châtel genannt), die ihm neun Kinder gebar. Sein gutes Verhältnis zum Gouverneur der Spanischen Niederlande, Fray Antonio de Agurto, des Marquis de Castanaga, brachte ihm im Jahr 1687 den Titel eines Hofmalers des spanischen Königs Karl II. ein. Als Karls erste Gemahlin, Marie Louise d’Orléans, 1689 gestorben war, erhielt van der Neer den Auftrag, Maria Anna von der Pfalz, Karls neue Heiratskandidatin und ab 1690 dessen zweite Ehefrau, zu porträtieren. 1695 kaufte ihr Bruder Johann Wilhelm ein Bild van der Neers in Rotterdam, wo der pfälzische Kurfürst bei einer Reise durch die Niederlande Station machte. Wenig später ließ der Kurfürst Kontakt zu ihm aufnehmen und ihm Aufträge erteilen. Nachdem van der Neers zweite Ehefrau 1692 gestorben war, traf er Adriana Spilberg, die Tochter des 1690 verstorbenen kurpfälzischen Hofmalers Johannes Spilberg, die selbst eine ausgebildete Malerin war. 1697 heirateten sie in Düsseldorf, Hauptstadt von Jülich-Berg, infolge der Zerstörung Heidelbergs im Pfälzischen Erbfolgekrieg seit 1693 neue Hauptresidenz der Kurpfalz und Mittelpunkt ihres Hofstaats. 1698 ernannte Johann Wilhelm van der Neer zu seinem Hofmaler. Diese Stellung bekleidete er bis zu seinem Tod im Jahr 1703.

## Werke (Auswahl)

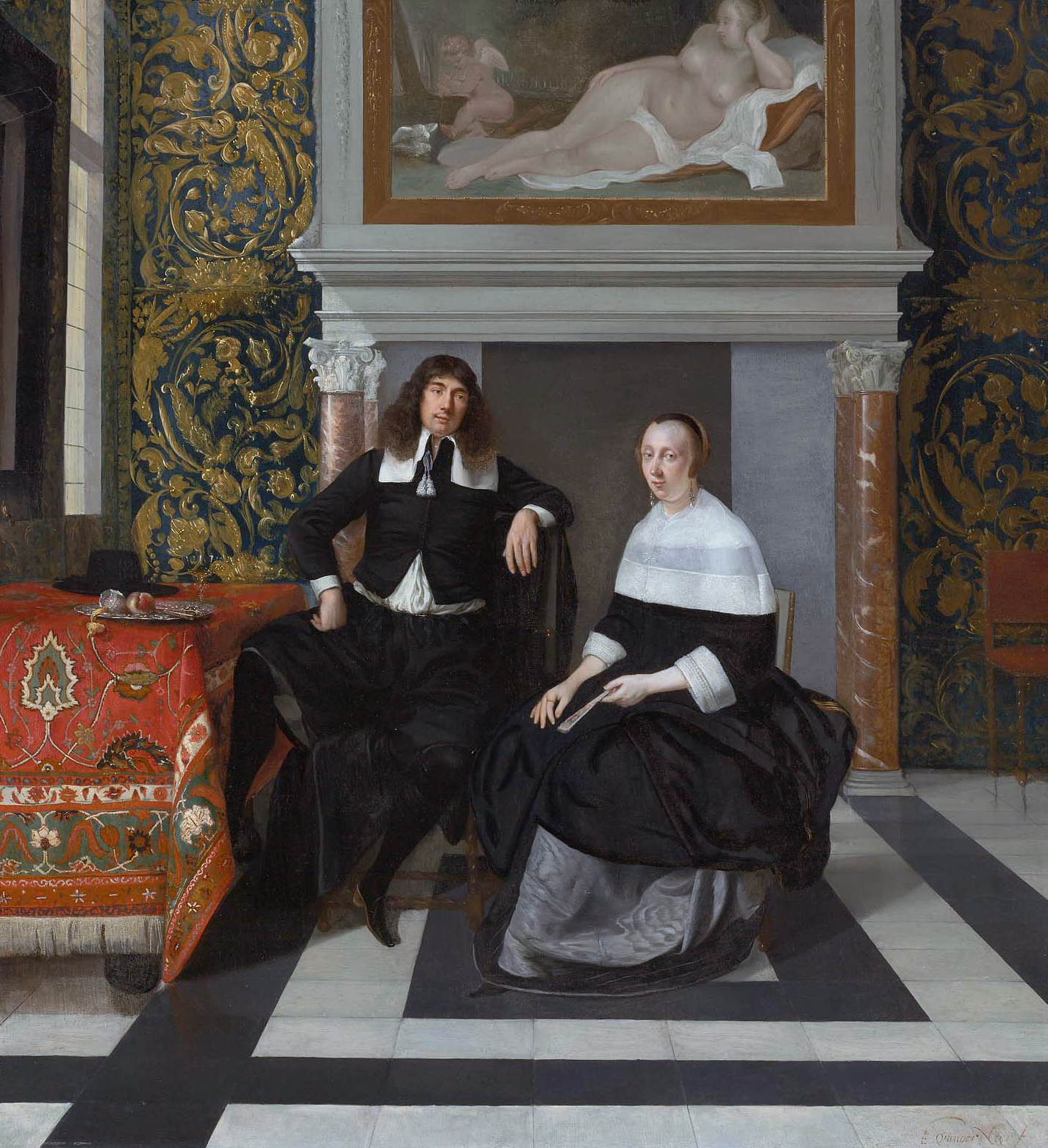
Porträt eines Herrn und einer Dame in einem Interieur, um 1666

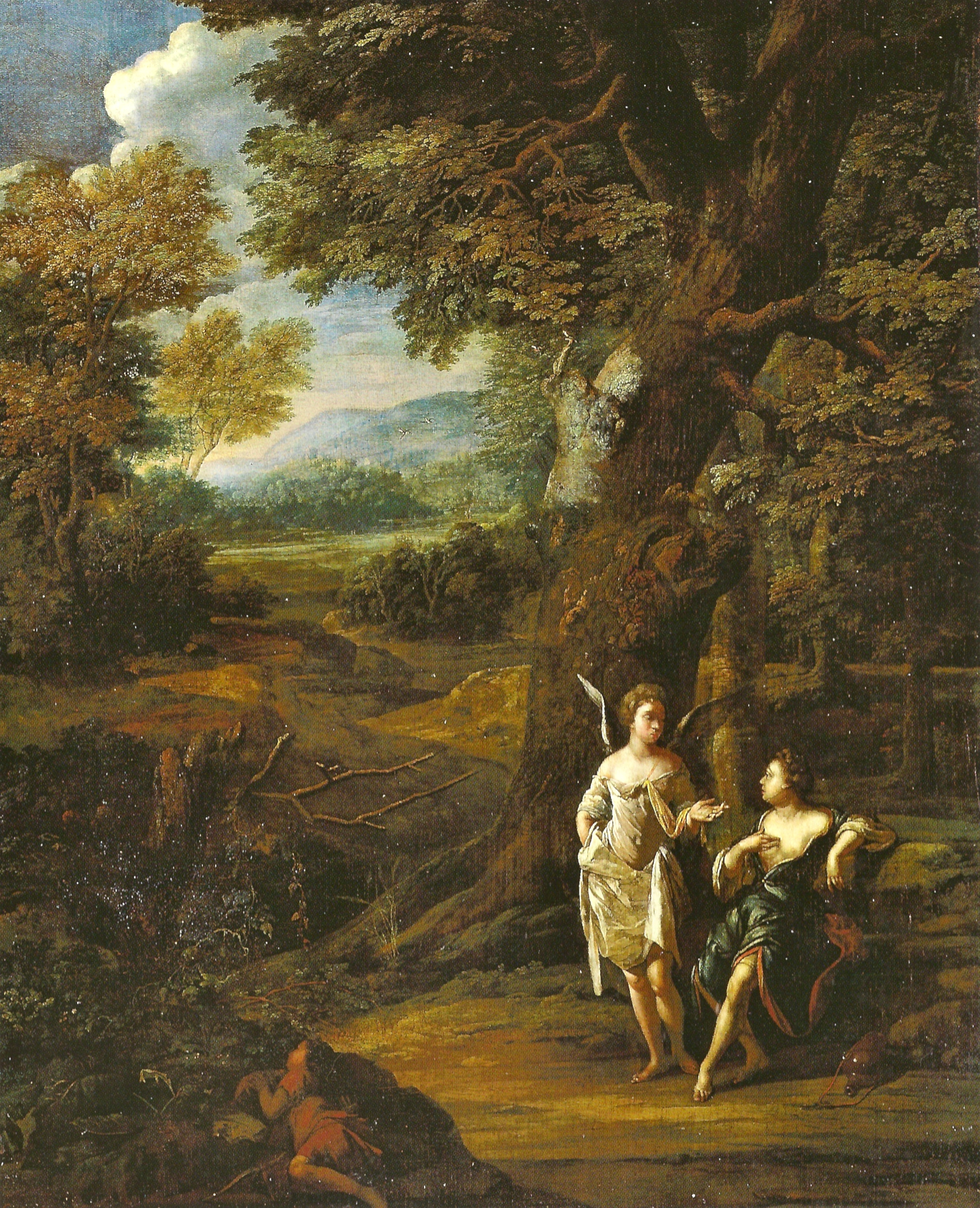
Hagar und Ismael in der Wüste, 1697

Van der Neer gilt als hervorragender Porträt-, Genre-, Interieur- und Landschaftsmaler des Goldenen Zeitalters der Niederlande. Seine Interieurs zeigen Einflüsse von Pieter de Hooch, Gerard ter Borch, Gabriel Metsu und Frans van Mieris d. Ä. Seine Landschaften sind von Adam Elsheimer, Jan Brueghel d. Ä. und Jacques d’Arthois beeinflusst.
- Eine zeichnende Dame, um 1665
- Porträts eines Herrn und einer Dame in einem Interieur, um 1666
- Interieur mit einer Frau, die ihre Hände wäscht, 1675
- Die Frau des Kandaules entdeckt den versteckten Gyges, 1675–1680
- Elegantes Paar in einem Interieur (Die Verlobung), 1678
- Pastorale Landschaft, zwischen 1690 und 1698
- Die bußfertige Magdalena, 1691
- Allegorie der Religion, 1693
- Selbstporträt, 1696
- Hagar und Ismael in der Wüste, 1697
- Gebirgslandschaft, 1698
- Schäferszene, 1698